# 旷继勋
旷继勋（1895年6月16日—1933年6月7日），原名大勋，号集成，中国贵州省思南县人，中国工农红军早期高级将领。

## 生平
旷于1916年护国战争期间参加川军赖心辉部，后逐级晋升至团长，属国民革命军第二十八军邓锡侯部下。1926年，旷秘密加入中国共产党。1928年，旷升任第七混成旅旅长，1929年6月29日，旷继勋率部4000多人在蓬溪县大石乡牛角沟起义，自立为“中国工农红军四川第一路总指挥部”，任总指挥，罗世文任党代表，加入红军，一月后失败。 
起义失败后，旷流亡上海，在中共中央特科工作，1929年冬，被派往湖北洪湖地区，不久他即组织了3个团加入红军。1930年1月，旷出任新成立的红六军军长。同年11月，旷被调往鄂豫皖苏区，1931年1月，出任红四军军长。不久，因与中央派来主持工作的张国焘发生矛盾，被降职为红十三师师长，10月，改任红二十五军军长。1932年7月7日，因於霍邱戰鬥失守安徽霍邱，旷又被免职，后接替陈赓任红十二师师长。红四方面军主力离开鄂豫皖向川北转移途中，旷继勋与曾中生等对张国焘的错误进行了针锋相对的斗争。曾和曾中生、余笃三等在小商河商议派人去党中央揭发张国焘的错误，要求党中央迅速采取措施加以纠正。后又改由曾中生以书面形式向张国焘陈述大家的意见，迫使张国焘召开师以上的干部会议。他在会上对张国焘进行了面对面的尖锐批评，遭到张国焘的忌恨。
红四方面军转移至川陕苏区后，旷出任川陕省临时革命委员会主席，旋又被降职。他为了分化瓦解敌人，建立统战关系，写了一封信给原在军阀部队里身为旅长的朋友谢德堪，想开导他们拥护红军，争取起义，被张国焘查获此信，张便以“国民党改组派”、“右派”等罪名，逮捕了旷继勋，于1933年6月7日秘密处死于四川通江县洪口场，时年三十六岁。
1937年2月，毛泽东在中共六届六中全会上指出：“红四方面军一案，错误的是张国焘，大部分同志是好的，对张乱杀的旷继勋、曾中生同志应予平反”。1937年，旷被宣布平反。2009年9月14日，旷继勋被评为100位为新中国成立作出突出贡献的英雄模范之一。